# Hestholm
Hestholm er en lille, ubeboet ø øst for Slesvig by i Sliens Store Bredning. Den lille ø har en størrelse på kun få hundrede m2 og en maksimal højde på cirka 40 centimeter. Øens saltenge, der oversvømmes ved højvande, bruges især om foråret som rasteplads for mange skarver.
Sammen med halvøen Rejsholm (også Palør, på tysk Reesholm eller Palör) på Sliens nordlige bred udgør øen siden 1976 det ca. 120 ha store naturbeskyttelsesområde Rejsholm/Slien.